# Soutice
Soutice település Csehországban, a Benešovi járásban. Soutice Hulice, Trhový Štěpánov, Chabeřice és Zruč nad Sázavou településekkel határos. Lakosainak száma 270 fő (2024. január 1.).

## Népesség
A település lakosságának változását az alábbi diagram mutatja:
| Lakosok száma | 920  | 918  | 783  | 505  | 336  | 249  | 257  | 255  | 242  | 270  |
|               | 1869 | 1900 | 1921 | 1961 | 1980 | 2011 | 2016 | 2019 | 2021 | 2024 |